# Villares de Órbigo
Villares de Órbigo è un comune spagnolo di 890 abitanti situato nella provincia di León.